# 아시아 태평양 수학 올림피아드
아시아 태평양 수학 올림피아드 (APMO: Asian Pacific Mathematics Olympiad)는 아시아와 환태평양 국가들이 참가하는 수학 올림피아드 대회로 1989년부터 시작되었다. 각 국가의 대표선수는 자국에서 각각 시험을 치른다. 동일 시간에 시험을 치르기 위해, 지역적 시차를 고려하여 남북 아메리카 지역은 3월 9일 오후에, 아시아 및 서태평양 지역은 3월 10일 오전에 개최된다. 총 5문제를 4시간 동안 풀어야 한다. 한 문제당 7점 배점으로 총 35점이 만점이다. 대학에 진학한 적이 없는 19세 이하의 청소년이 참가할 수 있다. 매년 7월에 개최되는 국제수학올림피아드를 대비하는 성격이 짙다.

## 회원국
| - 뉴질랜드 - 대한민국 - 러시아 (아시아 지역) - 말레이시아 - 멕시코 - 미국 - 방글라데시 - 베트남 - 스리랑카 | - 싱가포르 - 아르헨티나 - 에콰도르 - 엘살바도르 - 오스트레일리아 - 인도네시아 - 일본 - 칠레 - 타이완 | - 타지키스탄 - 태국 - 투르크메니스탄 - 트리니다드 토바고 - 파나마 - 파키스탄 - 페루 - 푸에르토리코 - 필리핀 | - 카자흐스탄 - 카타르 - 캄보디아 - 캐나다 - 코스타리카 - 콜롬비아 - 키르기즈스탄 - 홍콩 |

## 참관국
남아프리카공화국, 온두라스, 우루과이, 터키

## 같이 보기
- 국제수학올림피아드
- 한국수학올림피아드